# Parallelia albilinea
Parallelia albilinea är en fjärilsart som beskrevs av George Francis Hampson 1918. Parallelia albilinea ingår i släktet Parallelia och familjen nattflyn. Inga underarter finns listade i Catalogue of Life.